# Lijst van vlinders in Hawaï
Deze lijst van vlinders in Hawaï is een opsomming van alle in Hawaï vastgestelde vlinders.

## Papilionidae
- Papilio xuthus (Linnaeus, 1767)

## Pieridae
- Colias ponteni Wallengren, 1860
- Pieris rapae (Linnaeus, 1758)

## Nymphalidae
- Agraulis vanillae (Linnaeus, 1758)
- Danaus plexippus (Linnaeus, 1758)
- Nymphalis californica (Boisduval, 1852)
- Vanessa atalanta (Linnaeus, 1758)
- Vanessa cardui (Linnaeus, 1758)
- Vanessa tameamea (Eschscholtz, 1878)
- Vanessa virginiensis (Drury, 1773)

## Lycaenidae
- Brephidium exilis Boisduval, 1852
- Cyanophrys amyntor (Cramer, 1775)
- Cyanophrys longula (Hewitson, 1868)
- Euchrysops cnejus (Fabricius, 1798)
- Lampides boeticus (Linnaeus, 1767)
- Strymon bazochii (Godart, [1824])
- Tmolus echion (Linnaeus, 1767)
- Udara blackburnii (Tuely, 1878)

## Hesperiidae
- Hylephila phyleus (Drury, 1773)
- Erionota thrax (Linnaeus, 1767)
- Polites sabuleti (Boisduval, 1852)

## Geometridae

### Ennominae
- Anacamptodes fragilaria Grossbeck, 1909
- Macaria abydata Guenée, [1858]

### Larentiinae
- Disclisioprocta stellata (Guenée, [1858])
- Eupithecia craterias (Meyrick, 1899)
- Eupithecia dryinombra (Meyrick, 1899)
- Eupithecia monticolans Butler, 1881
- Eupithecia niphoreas (Meyrick, 1899)
- Eupithecia orichloris Meyrick, 1899
- Eupithecia phaeocausta (Meyrick, 1899)
- Eupithecia prasinombra (Meyrick, 1899)
- Eupithecia rhodopyra (Meyrick, 1899)
- Eupithecia scoriodes (Meyrick, 1899)
- Eupithecia staurophragma (Meyrick, 1899)
- Eupithecia stypheliae (Swezey, 1948)
- Gymnoscelis rufifasciata Haworth, 1809

### Sterrhinae
- Cyclophora nanaria (Walker, 1861)
- Euacidalia brownsvillea Cassino, 1931

## Arctiidae
- Pyrrharctia isabella (JE Smith, 1797)
- Utetheisa pulchelloides Hampson, 1907

## Noctuidae

### Acontiinae
- Diastema tigris Guenée, 1852

### Acronictinae
- Athetis thoracica (Moore, 1884)

### Calpinae
- Anomis flava Fabricius, 1775
- Anomis hawaiiensis (Butler, 1882)
- Anomis noctivolans (Butler, 1880)
- Anomis vulpicolor (Meyrick, 1928)
- Eudocima fullonia (Linnaeus, 1763)
- Polydesma boarmoides Guenée, 1852

### Catocalinae
- Achaea janata (Linnaeus, 1758)
- Antiblemma acclinalis Hübner, 1823
- Trigonodes hyppasia (Cramer, [1779])
- Hypocala deflorata (Fabricius, 1794)
- Hypocala velans Walker, 1857
- Melipotis indomita (Walker, 1858)
- Ophiusa disjungens (Walker, 1858)
- Pandesma anysa Guenée, 1852
- Pericyma cruegeri (Butler, 1886)

### Condicinae
- Condica dolorosa (Walker, 1865)
- Condica illecta (Walker, 1865)

### Cuculliinae
- Aumakua
- Neogalea sunia Guenée, 1852

### Eustrotiinae
- Amyna axis (Guenée, 1852)
- Amyna natalis (Walker, 1858)
- Bocana manifestalis Walker, 1858
- Eublemma anachoresis (Wallengren, 1863)

### Euteliinae
- Penicillaria jocosatrix Guenée, 1852
- Targalla delatrix (Guenée, 1852)

### Hadeninae
- Anarta decepta Grote, 1883
- Discestra trifolii Hufnagel, 1758
- Leucania latiuscula Herrich-Schäffer, 1868
- ?Leucania scottii (Butler, 1886)
- Leucania striata Leech, 1900
- Mythimna amblycasis (Meyrick, 1899)
- Mythimna dasuta (Hampson, 1905)
- Mythimna macrosaris (Meyrick, 1899)
- Mythimna unipuncta (Haworth, 1809)
- Spodoptera exempta Walker, 1856
- Spodoptera exigua (Hübner, 1808)
- Spodoptera litura (Fabricius, 1775)
- Mythimna loreyimima Lower, 1900
- Spodoptera mauritia (Boisduval, 1833)
- Spodoptera pecten Guenee, 1852

### Heliothinae
- Callopistria maillardi Guénée, 1862
- Helicoverpa assulta (Guenée, 1852)
- Helicoverpa confusa Hardwick, 1965
- Helicoverpa hawaiiensis (Quaintance & Brues, 1905)
- Helicoverpa minuta Hardwick, 1965
- Helicoverpa pallida Hardwick, 1965
- Helicoverpa zea (Boddie, 1850)
- Heliothis melanoleuca Mitchell, 1997
- Heliothis virescens (Fabricius, 1777)

### Herminiidae
- Simplicia cornicalis (Fabricius, 1794)

### Hypeninae
- Hypena laceratalis Walker, 1859
- Hypena laysanensis (Swezey, 1914)
- Hypena newelli (Swezey, 1912)
- Hypena obsoleta Butler, 1877
- Hypena plagiota (Meyrick, 1899)
- Hypena senicula (Meyrick, 1928)
- Schrankia altivolans (Butler, 1880)
- Schrankia howarthi D. Davis & Medeiros, 2009

### Hypocalinae
- Ascalapha odorata (Linnaeus, 1758)

### Noctuinae
- Agrotis arenivolans Butler, 1879
- Agrotis aulacias Meyrick, 1899
- Agrotis baliopa Meyrick, 1899
- Agrotis bryani (Swezey, 1926)
- Agrotis ceramophaea Meyrick, 1899
- Agrotis charmocrita (Meyrick, 1928)
- Agrotis eremata (Butler, 1880)
- Agrotis crinigera (Butler, 1881)
- Agrotis dislocata (Walker, 1856)
- Agrotis epicremna Meyrick, 1899
- Agrotis evanescens (Rothschild, 1894)
- Agrotis fasciata (Rothschild, 1894)
- Agrotis giffardi (Swezey, 1932)
- Agrotis hephaestaea (Meyrick, 1899)
- Agrotis ipsilon (Hufnagel, 1766)
- Agrotis kerri (Swezey, 1920)
- Agrotis laysanensis (Rothschild, 1894)
- Agrotis melanoneura Meyrick, 1899
- Agrotis mesotoxa Meyrick, 1899
- Agrotis microreas Meyrick, 1899
- Agrotis panoplias Meyrick, 1899
- Agrotis perigramma Meyrick, 1899
- Agrotis photophila (Butler, 1879)
- Agrotis procellaris Meyrick, 1900
- Agrotis psammophaea Meyrick, 1899
- Agrotis tephrias Meyrick, 1899
- Agrotis xiphias Meyrick, 1899
- Lycophotia porphyrea (Denis & Schiffermüller, 1775)
- Peridroma albiorbis (Warren, 1912)
- Peridroma chersotoides (Butler, 1881)
- Peridroma cinctipennis (Butler, 1881)
- Peridroma coniotis (Hampson, 1903)
- Peridroma neurogramma (Meyrick, 1899)
- Peridroma selenias (Meyrick, 1899)

### Plusiinae
- Autographa californica Speyer, 1875
- Autographa precationis Guenée, 1852
- Anagrapha falcifera Kirby, 1837
- Chrysodeixis eriosoma (Doubleday, 1843)
- Lophoplusia giffardi (Swezey, 1913)
- Lophoplusia psectrocera (Hampson, 1913)
- Lophoplusia pterylota (Meyrick, 1904)
- Lophoplusia violacea (Swezey, 1920)
- Megalographa biloba (Stephens, 1830)
- Mouralia tinctoides Guenée, 1852
- Trichoplusia ni (Hübner, [1800–1803])

### Stictopterinae
- Stictoptera cucullioides Guenée, 1852

### Xyleninae
- Acrapex exanimis (Meyrick, 1899)
- Acrapex mischus Fletcher, 1959
- Elaphria nucicolora (Guenee, 1852)

## Nolidae
- Earias insulana (Boisduval, 1833)
- Meganola brunellus (Hampson, 1893)

## Lasiocampidae
- Malacosoma neustria (Linnaeus, 1758)

## Lymantriidae
- Euproctis similis (Fuessly, 1775)
- Lymantria dispar (Linnaeus, 1758)
- Orgyia leucostigma (Smith, 1797)

## Saturniidae
- Hyalophora cecropia (Linnaeus, 1758)
- Hyalophora euryalus (Boisduval, 1855)
- Samia cynthia (Drury, 1773)
- Antheraea polyphemus (Cramer, 1776)

## Sesiidae
- Melittia oedipus Oberthür, 1878
- Pennisetia marginata (Harris, 1839)
- Synanthedon bibionipennis (Boisduval, 1869)
- Synanthedon exitiosa Say, 1823

## Sphingidae
- Agrius cingulata (Fabricius, 1775)
- Clanis phalaris (Cramer, 1777)
- Daphnis torenia Druce, 1882
- Deilephila nerii (Linnaeus, 1758)
- Gnathothlibus erotus (Cramer, 1777)
- Hippotion boerhaviae (Fabricius, 1775)
- Hippotion rosetta (Swinhoe, 1892)
- Hyles calida (Butler, 1881)
  - Hyles calida calida
  - Hyles calida hawaiiensis
- Hyles lineata (Fabricius, 1775)
- Hyles perkinsi (Swezey, 1920)
- Hyles wilsoni (Rothschild, 1894)
- Macroglossum pyrrhostictum Butler, 1875
- Manduca blackburni (Butler, 1880)
- ?Manduca quinquemaculata (Haworth, 1803)
- Psilogramma increta (Walker, 1865) (voorheen gedetermineerd als Psilogramma menephron)
- Sphingonaepiopsis pumilio (Boisduval, [1875])
- Theretra nessus (Drury, 1773)
- Tinostoma smaragditis (Meyrick, 1899)

## Acrolepiidae
- Acrolepia aiea Swezey, 1933
- Acrolepia aureonigrella Walsingham, 1907
- Acrolepia beardsleyi Zimmerman, 1978
- Acrolepia nothocestri Busck, 1914
- Acrolepiopsis sapporensis Matsumura, 1931 (voorheen gedetermineerd als Acrolepiopsis assectella)
- Agonoxena argaula Meyrick, 1921

## Alucitidae
- Alucita objurgatella (Walsingham, 1907)

## Batrachedridae
- Batrachedrodes
- Chedra microstigma (Walsingham, 1907)
- Chedra mimica Zimmerman, 1978

## Bedelliidae
- Bedellia boehmeriella Swezey, 1912
- Bedellia oplismeniella Swezey, 1912
- Bedellia orchilella Walsingham, 1907
- Bedellia struthionella Walsingham, 1907

## Blastobasidae
- Blastobasis inana (Butler, 1881)

## Bucculatricidae
- Bucculatrix thurberiella Busck, 1914

## Carposinidae
- Carposina achroana (Meyrick, 1883)
- Carposina atronotata (Walsingham, 1907)
- Carposina benigna Meyrick, 1913
- Carposina bicincta (Walsingham, 1907)
- Carposina bullata Meyrick, 1913
- Carposina cervinella (Walsingham, 1907)
- Carposina corticella (Walsingham, 1907)
- Carposina crinifera (Walsingham, 1907)
- Carposina dispar (Walsingham, 1907)
- Carposina distincta (Walsingham, 1907)
- Carposina divaricata (Walsingham, 1907)
- Carposina ferruginea (Walsingham, 1907)
- Carposina gemmata (Walsingham, 1907)
- Carposina glauca Meyrick, 1913
- Carposina gracillima (Walsingham, 1907)
- Carposina graminicolor (Walsingham, 1907)
- Carposina graminis (Walsingham, 1907)
- Carposina herbarum (Walsingham, 1907)
- Carposina inscripta (Walsingham, 1907)
- Carposina irrorata (Walsingham, 1907)
- Carposina lacerata Meyrick, 1913
- Carposina latifasciata (Walsingham, 1907)
- Carposina mauii (Walsingham, 1907)
- Carposina nigromaculata (Walsingham, 1907)
- Carposina nigronotata (Walsingham, 1907)
- Carposina olivaceonitens (Walsingham, 1907)
- Carposina piperatella (Walsingham, 1907)
- Carposina plumbeonitida (Walsingham, 1907)
- Carposina punctulata (Walsingham, 1907)
- Carposina pusilla (Walsingham, 1907)
- Carposina pygmaeella (Walsingham, 1907)
- Carposina sasakii Matsumura, 1900
- Carposina saurates Meyrick, 1913
- Carposina semitogata (Walsingham, 1907)
- Carposina solutella (Walsingham, 1907)
- Carposina subolivacea (Walsingham, 1907)
- Carposina subumbrata (Walsingham, 1907)
- Carposina tincta (Walsingham, 1907)
- Carposina togata (Walsingham, 1907)
- Carposina trigononotata (Walsingham, 1907)
- Carposina viridis (Walsingham, 1907)

## Castniidae
- Telchin licus (Drury, 1773)

## Coleophoridae
- Coleophora klimeschiella Toll, 1952
- Coleophora parthenica Meyrick, 1891

## Cosmopterigidae
- Anatrachyntis badia (Hodges, 1962)
- Anatrachyntis incertulella (Walker, 1864)
- Anatrachyntis rileyi (Walsingham, 1882)
- Asymphorodes dimorpha (Busck, 1914)
- Asymphorodes triaula (Meyrick, 1935)
- Ithome concolorella (Chambers, 1875)
- ?Laverna herellara Craw, 1905
- Trissodoris honorariella (Walsingham, 1907)

## Cossidae
- (Langsdorfia franckii (Hübner, 1824)

## Crambidae
- Agrotera basinotata Hampson, 1891
- Ategumia adipalis Lederer, 1863
- Ategumia fatualis (Lederer, 1863)
- Ategumia matutinalis Guenée, 1854 (voorheen gedetermineerd als Ategumia ebulealis)
- Chilo suppressalis (Walker, 1863)
- Conogethes punctiferalis (Guenée, 1854)
- Euchromius ocelleus (Haworth, 1811)
- Eudonia actias (Meyrick, 1899)
- Eudonia aeolias (Meyrick, 1899)
- Eudonia amphicypella (Meyrick, 1899)
- Eudonia antimacha (Meyrick, 1899)
- Eudonia balanopis (Meyrick, 1899)
- Eudonia bucolica (Meyrick, 1899)
  - Eudonia bucolica bucolica
  - Eudonia bucolica macrophanes
  - Eudonia bucolica pyrseutis
- Eudonia clonodes (Meyrick, 1899)
- Eudonia crataea (Meyrick, 1899)
- Eudonia cryerodes (Meyrick, 1899)
- Eudonia dactyliopa (Meyrick, 1899)
- Eudonia demodes (Meyrick, 1888)
- Eudonia empeda (Meyrick, 1899)
- Eudonia epimystis (Meyrick, 1899)
- Eudonia erebochalca (Meyrick, 1899)
- Eudonia formosa (Butler, 1881)
- Eudonia frigida (Butler, 1881)
- Eudonia geraea (Meyrick, 1899)
- Eudonia gonodecta (Meyrick, 1904)
- Eudonia halirrhoa (Meyrick, 1899)
- Eudonia hawaiiensis (Butler, 1881)
- Eudonia ianthes (Meyrick, 1899)
- Eudonia ischnias (Meyrick, 1888)
- Eudonia isophaea (Meyrick, 1904)
- Eudonia jucunda (Butler, 1881)
- Eudonia loxocentra (Meyrick, 1899)
- Eudonia lycopodiae (Swezey, 1910)
- Eudonia marmarias (Meyrick, 1899)
- Eudonia melanocephala (Meyrick, 1899)
- Eudonia melichlora (Meyrick, 1899)
- Eudonia meristis (Meyrick, 1899)
  - Eudonia meristis meristis
  - Eudonia meristis halmaea
- Eudonia mesoleuca (Meyrick, 1888)
- Eudonia miantis (Meyrick, 1899)
- Eudonia montana (Butler, 1882)
- ?Eudonia nectarias (Meyrick, 1899)
- Eudonia nectarioides (Swezey, 1913)
- Eudonia nyctombra (Meyrick, 1899)
- Eudonia oenopis (Meyrick, 1899)
- Eudonia ombrodes (Meyrick, 1888)
- Eudonia orthoria (Meyrick, 1899)
- Eudonia oxythyma (Meyrick, 1899)
- Eudonia pachysema (Meyrick, 1888)
- Eudonia parachlora (Meyrick, 1899)
- Eudonia passalota (Meyrick, 1899)
- Eudonia pentaspila (Meyrick, 1899)
- Eudonia peronetis (Meyrick, 1899)
- Eudonia platyscia (Meyrick, 1899)
- Eudonia probolaea (Meyrick, 1899)
- Eudonia religiosa (Meyrick, 1904)
- Eudonia rhombias (Meyrick, 1899)
- Eudonia siderina (Meyrick, 1899)
- Eudonia struthias (Meyrick, 1899)
- Eudonia tetranesa (Meyrick, 1899)
- Eudonia thalamias (Meyrick, 1899)
- Eudonia thyellopis (Meyrick, 1899)
- Eudonia triacma (Meyrick, 1899)
- Eudonia tyraula (Meyrick, 1899)
- Eudonia venosa (Butler, 1881)
- Eudonia zophochlora (Meyrick, 1899)
- Glyphodes bivitralis (Guenée, 1854)
- Glyphodes cyanomichla (Meyrick, 1899)
- Hellula phidilealis (Walker, 1859)
- Hellula undalis (Fabricius, 1794)
- Herpetogramma licarsisalis Walker, 1859
- Lineodes ochrea Walsingham, 1907
- Maruca vitrata (Fabricius, 1787)
- Nomophila noctuella (Denis & Schiffermüller, 1775)
- Omiodes accepta (Butler, 1877)
- Omiodes anastrepta Meyrick, 1899
- Omiodes anastreptoides Swezey, 1913
- Omiodes antidoxa Meyrick, 1904
- Omiodes asaphombra Meyrick, 1899
- Omiodes blackburni (Butler, 1877)
- Omiodes continuatalis (Wallengren, 1860)
- Omiodes demaratalis (Walker, 1859)
- Omiodes epicentra Meyrick, 1899
- Omiodes euryprora Meyrick, 1899
- Omiodes fullawayi Swezey, 1913
- Omiodes giffardi Swezey, 1921
- Omiodes iridias Meyrick, 1899
- Omiodes laysanensis Swezey, 1914
- Omiodes localis (Butler, 1879)
- Omiodes maia Swezey, 1909
- Omiodes meyricki Swezey, 1907
- Omiodes monogona Meyrick, 1888
- Omiodes monogramma Meyrick, 1899
- Omiodes musicola Swezey, 1909
- Omiodes pritchardii Swezey, 1948
- Omiodes scotaea (Hampson, 1912)
- Omiodes telegrapha Meyrick, 1899
- Omphisa anastomosalis (Guenee, 1854)
- Ostrinia nubilalis (Hubner, 1796)
- Parapoynx fluctuosalis (Zeller, 1852)
- Pleuroptya balteata (Fabricius, 1798)
- Spoladea recurvalis (Fabricius, 1775)
- Stemorrhages exaula (Meyrick, 1888)
- Synclita obliteralis (Walker, 1859)
- Terastia subjectalis Lederer, 1863
- Tulla exonoma (Meyrick, 1899)
- Udea argoscelis (Meyrick, 1888)
- Udea aurora (Butler, 1881)
- Udea brontias (Meyrick, 1899)
- Udea bryochloris (Meyrick, 1899)
- Udea calliastra (Meyrick, 1899)
  - Udea calliastra calliastra
  - Udea calliastra hyacinthias
  - Udea calliastra synastra
- Udea caminopis (Meyrick, 1899)
- Udea cataphaea (Meyrick, 1899)
- Udea chalcophanes (Meyrick, 1899)
- Udea chloropis (Meyrick, 1899)
- Udea chytropa (Meyrick, 1899)
- Udea conisalias (Meyrick, 1899)
- Udea constricta (Butler, 1882)
- Udea despecta (Butler, 1877)
- Udea dracontias (Meyrick, 1899)
- Udea dryadopa (Meyrick, 1899)
- Udea endopyra (Meyrick, 1899)
- Udea ennychioides (Butler, 1881)
- Udea ephippias (Meyrick, 1899)
- Udea eucrena (Meyrick, 1888)
- Udea helioxantha (Meyrick, 1899)
- Udea heterodoxa (Meyrick, 1899)
- Udea lampadias (Meyrick, 1904)
- Udea liopis (Meyrick, 1899)
  - Udea liopis liopis
  - Udea liopis rhodias
- Udea litorea (Butler, 1883)
- Udea melanopis (Meyrick, 1899)
- Udea metasema (Meyrick, 1899)
- Udea micacea (Butler, 1881)
- Udea monticolans (Butler, 1882)
- Udea nigrescens (Butler, 1881)
- Udea ommatias (Meyrick, 1899)
- Udea pachygramma (Meyrick, 1899)
- Udea phaethontia (Meyrick, 1899)
- Udea phyllostegia (Swezey, 1946)
- Udea platyleuca (Meyrick, 1899)
- Udea psychropa (Meyrick, 1899)
- Udea pyranthes (Meyrick, 1899)
- Udea rubigalis (Guenée, 1854)
- Udea stellata (Butler, 1883)
- Udea swezeyi (Zimmerman, 1951)
- Udea thermantis (Meyrick, 1899)
- Udea thermantoides (Swezey, 1913)
- Udea violae (Swezey, 1933)
- Uresiphita polygonalis (Denis & Schiffermueller, 1775)
- Usingeriessa onyxalis (Hampson, 1897)

## Elachistidae
- Perittia lonicerae (Zimmerman & Bradley, 1950)

## Gelechiidae
- Anarsia lineatella Zeller, 1839
- Anarsia spartiella (Schrank, 1802)
- Autosticha pelodes (Meyrick, 1883)
- Crasimorpha infuscata Hodges, 1964
- Dichomeris acuminata (Staudinger, 1876)
- Dichomeris aenigmatica (Clarke, 1962)
- Keiferia lycopersicella (Walsingham, 1897)
- Pectinophora gossypiella Saunders, 1844
- Pectinophora scutigera (Holdaway, 1926)
- Phthorimaea operculella (Zeller, 1873)
- Sitotroga cerealella (Olivier, 1789)
- Stoeberhinus testaceus Butler, 1881

## Gracillariidae
- (Phyllonorycter myricae Deschka, 1976)
- Caloptilia azaleella (Brants, 1913)
- Caloptilia mabaella (Swezey, 1910)
- Cremastobombycia lantanella Busck, 1910

## Heliodinidae
- Schreckensteinia festaliella (Hübner, [1819])

## Immidae
- Imma mylias Meyrick, 1906

## Limacodidae
- Darna pallivitta (Moore, 1877)
- Cnidocampa flavescens Walker, 1855

## Mimallonidae
- Druentia inscita (Schaus, 1890)

## Momphidae
- Mompha trithalama Meyrick, 1927

## Oecophoridae
- Agonopterix umbellana (Fabricius, 1794)
- Endrosis sarcitrella (Linnaeus, 1758)
- Ethmia nigroapicella (Saalmüller, 1880)
- Metathrinca tsugensis (Kearfott, 1910)

## Plutellidae
- Plutella capparidis Swezey, 1920
- Plutella xylostella (Linnaeus, 1777)

## Psychidae
- Brachycyttarus griseus de Joannis, 1929

## Pterophoridae
- Anstenoptilia marmorodactyla (Dyar, 1902)
- Lantanophaga pusillidactyla (Walker, 1864)
- Hellinsia beneficus (Yano & Heppner, 1983)
- Lioptilodes albistriolatus (Zeller, 1877)
- Megalorrhipida leucodactyla (Fabricius, 1793)
- Stenoptilodes littoralis (Butler, 1882)
  - Stenoptilodes littoralis littoralis
  - Stenoptilodes littoralis rhynchophora
- Stenoptilodes taprobanes (R. Felder & Rogenhofer, 1875)

## Pyralidae
- Achroia grisella (Fabricius, 1794)
- Amyelois transitella (Walker, 1863)
- Assara albicostalis Walker, 1863
- Cactoblastis cactorum (Berg, 1885)
- Cadra cautella (Walker, 1863)
- Cadra figulilella (Gregson, 1871)
- Caristanius decoloralis Walker, 1863
- Corcyra cephalonica (Stainton, 1866)
- Cryptoblabes gnidiella (Millière, 1867)
- Ectomyelois ceratoniae (Zeller, 1839)
- Ephestia elutella (Hübner, 1796)
- Ephestia kuehniella Zeller, 1879
- Ephestiodes erythrella Ragonot, 1887
- Ephestiodes gilvescentella Ragonot, 1887
- Ephestiodes infimella Ragonot, 1887
- Galleria mellonella (Linnaeus, 1758)
- Homoeosoma albosparsum (Butler, 1881)
- Hyposopygia mauritialis (Boisduval, 1833)
- Melitara dentata (Grote, 1876)
- Melitara prodenialis Walker, 1863
- Paralipsa gularis (Zeller, 1877)
- Pempelia genistella (Duponchel, 1836)
- Pempelia heringi (Ragonot, 1888)
- Plodia interpunctella (Hübner, [1813])
- Pseudopyrausta acutangulalis (Snellen, 1875)
- Pyralis manihotalis Guenee, 1854
- Pyrausta perelegans Hampson, 1898
- Rhynchephestia rhabdotis Hampson, 1930
- Salbia haemorrhoidalis Guenée, 1854
- Unadilla bidensana (Swezey, 1933)
- Unadilla humeralis (Butler, 1881)

## Schistonoeidae
- Oecia oecophila (Staudinger, 1876)

## Tineidae
- Crypsithyrodes concolorella (Walker, 1863)
- Dryadaula advena (Zimmerman, 1978)
- Dryadaula terpsichorella (Busck, 1910)
- Erechthias flavistriata (Walsingham, 1907)
- Erechthias kerri (Swezey, 1926)
- Erechthias minuscula (Walsingham, 1897)
- Erechthias penicillata (Swezey, 1909)
- Erechthias simulans (Butler, 1882)
- Erechthias zebrina (Butler, 1881)
- Lindera tessellatella Blanchard, 1852
- Monopis crocicapitella (Clemens, 1859)
- Monopis meliorella (Walker, 1863)
- Monopis monachella (Hübner, 1796)
- Nemapogon granella (Linnaeus, 1758)
- Niditinea fuscella (Linnaeus, 1758)
- Oinophila v-flavum (Haworth, 1828)
- Opogona aurisquamosa (Butler, 1881)
- Opogona omoscopa (Meyrick, 1893)
- Opogona purpuriella Swezey, 1913
- Opogona sacchari (Bojer, 1856)
- Phereoeca allutella (Rebel, 1892)
- Phereoeca uterella Walsingham, 1897
- Praeacedes atomosella (Walker, 1863)
- Setomorpha rutella (Zeller, 1852)
- Tinea pellionella (Linnaeus, 1758)
- Tineola bisselliella (Hummel, 1823)
- Trichophaga mormopis Meyrick, 1935

## Tortricidae

### Olethreutinae
- Bactra straminea (Butler, 1881)
- Bactra venosana (Zeller, 1847)
- Crocidosema lantana Busck, 1910
- Crocidosema leprara (Walsingham, 1907)
- Crocidosema marcidella (Walsingham, 1907)
- Crocidosema plebejana Zeller, 1847
- Cryptophlebia illepida (Butler, 1882)
- Cryptophlebia ombrodelta (Lower, 1898)
- Cydia chlorostola (Meyrick, 1932)
- Cydia conspicua (Walsingham, 1907)
- Cydia crassicornis (Walsingham, 1907)
- Cydia deshaisiana (Lucas, 1858)
- Cydia falsifalcella (Walsingham, 1907)
- Cydia gypsograpta (Meyrick, 1932)
- Cydia latifemoris (Walsingham, 1907)
- Cydia montana (Walsingham, 1907)
- Cydia obliqua (Walsingham, 1907)
- Cydia parapteryx (Meyrick, 1932)
- Cydia plicata (Walsingham, 1907)
- Cydia pomonella (Linnaeus, 1758)
- Cydia rufipennis (Butler, 1881)
- Cydia splendana (Hubner, [1796-1799])
- Cydia storeella (Walsingham, 1907)
- Cydia ulicetana (Haworth, 1811)
- Cydia walsinghamii (Butler, 1882)
- Eccoptocera foetorivorans (Butler, 1881)
- Eccoptocera osteomelesana (Swezey, 1946)
- Endothenia gentianaeana (Hubner, [1796-1799])
- Episimus utilis Zimmerman, 1978
- Grapholitha molesta (Busck, 1916)
- Macraesthetica rubiginis (Walsingham, 1907)
- Strepsicrates smithiana Walsingham, 1892

### Tortricinae
- Acleris zimmermani (Clarke, 1978)
- Amorbia emigratella Busck, 1909
- Choristoneura rosaceana Harris, 1841
- Ctenopseustis obliquana (Walker, 1863)
- Epiphyas postvittana Walker, 1863
- Lorita scarificata (Meyrick, 1917)
- Mantua fulvosericea (Walsingham, 1907)
- Paraphasis perkinsi Walsingham, 1907
- Planotortrix excessana (Walker, 1863)
- Platynota stultana Walsingham, 1884

## Yponomeutidae
- Argyresthia cupressella Walsingham, 1890
- Prays fulvocanella Walshingham, 1907